# Issans
Issans est une commune française située dans le département du Doubs, la région culturelle et historique de Franche-Comté et la région administrative Bourgogne-Franche-Comté.

## Géographie
Issans peut-être en 1293 ; Yssans en 1441, 1484, 1569 ; Issans dès le XVIIe siècle.

### Climat
Pour des articles plus généraux, voir Climat de la Bourgogne-Franche-Comté et Climat du Doubs.
En 2010, le climat de la commune est de type climat de montagne, selon une étude du Centre national de la recherche scientifique s'appuyant sur une série de données couvrant la période 1971-2000. En 2020, Météo-France publie une typologie des climats de la France métropolitaine dans laquelle la commune est exposée à un climat semi-continental et est dans une zone de transition entre les régions climatiques « Lorraine, plateau de Langres, Morvan » et « Jura ». 
Pour la période 1971-2000, la température annuelle moyenne est de 9,7 °C, avec une amplitude thermique annuelle de 17,4 °C. Le cumul annuel moyen de précipitations est de 1 218 mm, avec 13,3 jours de précipitations en janvier et 10,5 jours en juillet. Pour la période 1991-2020, la température moyenne annuelle observée sur la station météorologique de Météo-France la plus proche, « Dorans », sur la commune de Dorans à 11 km à vol d'oiseau, est de 10,9 °C et le cumul annuel moyen de précipitations est de 974,0 mm. 
La température maximale relevée sur cette station est de 38,1 °C, atteinte le 24 juillet 2019 ; la température minimale est de −16 °C, atteinte le 20 décembre 2009,,. 
Les paramètres climatiques de la commune ont été estimés pour le milieu du siècle (2041-2070) selon différents scénarios d'émission de gaz à effet de serre à partir des nouvelles projections climatiques de référence DRIAS-2020. Ils sont consultables sur un site dédié publié par Météo-France en novembre 2022.

## Urbanisme

### Typologie
Au 1er janvier 2024, Issans est catégorisée commune rurale à habitat dispersé, selon la nouvelle grille communale de densité à 7 niveaux définie par l'Insee en 2022.
Elle est située hors unité urbaine. Par ailleurs la commune fait partie de l'aire d'attraction de Montbéliard, dont elle est une commune de la couronne,. Cette aire, qui regroupe 137 communes, est catégorisée dans les aires de 50 000 à moins de 200 000 habitants,.

### Occupation des sols
L'occupation des sols de la commune, telle qu'elle ressort de la base de données européenne d’occupation biophysique des sols Corine Land Cover (CLC), est marquée par l'importance des forêts et milieux semi-naturels (48 % en 2018), une proportion identique à celle de 1990 (48 %). La répartition détaillée en 2018 est la suivante : 
forêts (48 %), zones agricoles hétérogènes (40,8 %), zones urbanisées (7,9 %), terres arables (3,3 %). L'évolution de l’occupation des sols de la commune et de ses infrastructures peut être observée sur les différentes représentations cartographiques du territoire : la carte de Cassini (XVIIIe siècle), la carte d'état-major (1820-1866) et les cartes ou photos aériennes de l'IGN pour la période actuelle (1950 à aujourd'hui).

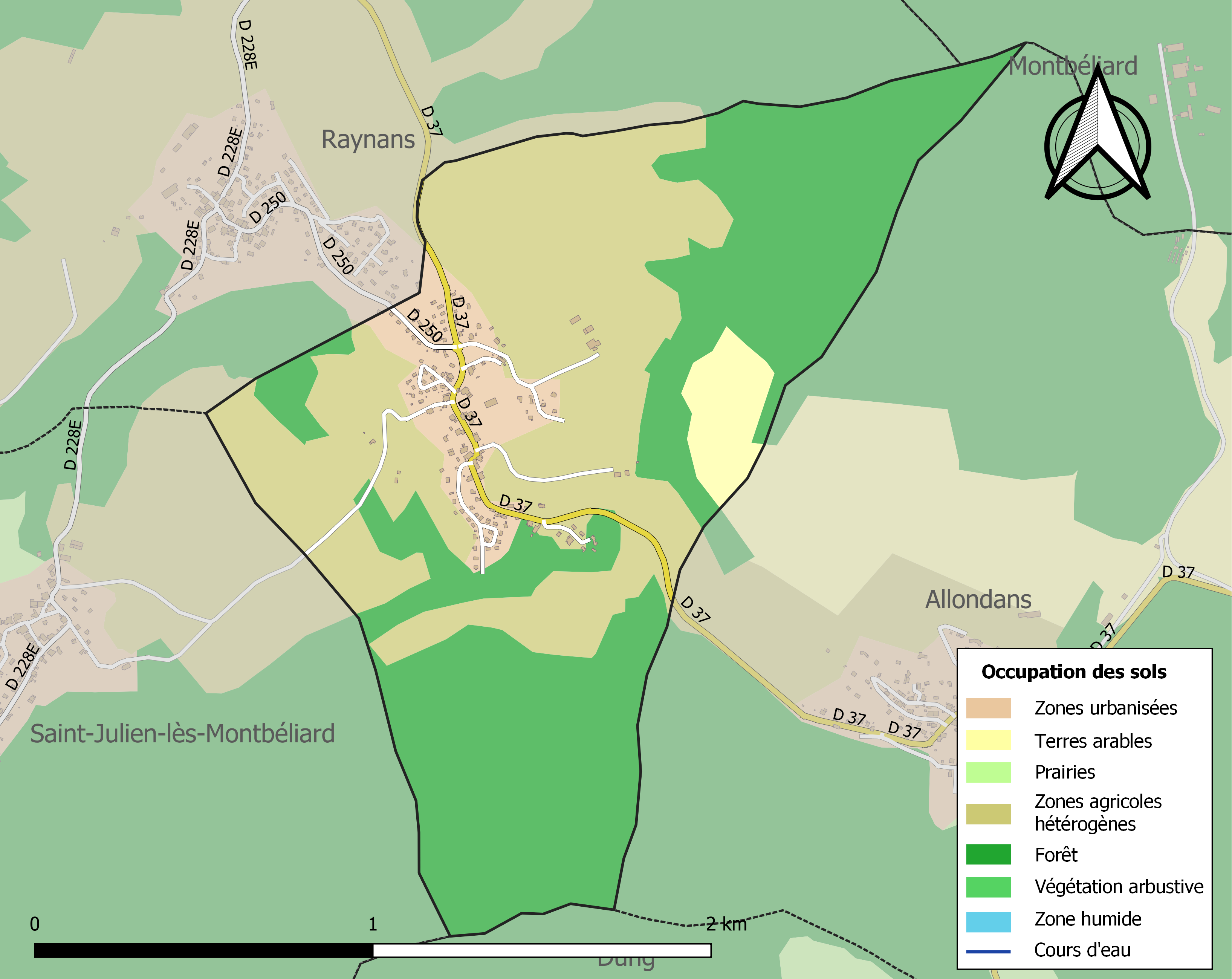
Carte des infrastructures et de l'occupation des sols de la commune en 2018 (CLC).

## Histoire
Très éprouvée par la guerre de Trente ans (en particulier la fin de l'année 1587), sa population aurait été presque entièrement remplacée par des colons venant de Suisse d'où le surnom acquis de "coucous"
Issans appartenait au comté de Montbéliard qui fut rattaché à la France en 1793.

## Héraldique
| Blason de Issans | Blason  | Tiercé en pairle renversé: au 1er d'or au coucou d'argent posé sur une branche alésée du même, au 2e de gueules à deux bars adossés d'or, au 3e de sinople plain.            |
| Blason de Issans | Détails | * Il y a là non-respect de la règle de contrariété des couleurs : ces armes sont fautives (argent sur or). Élaboré par M. Camille Heidet et adopté par le conseil municipal. |

## Politique et administration
| Période                                  | Période                   | Identité                                    | Étiquette | Qualité                                                          |
| ---------------------------------------- | ------------------------- | ------------------------------------------- | --------- | ---------------------------------------------------------------- |
| 1954                                     | 1957                      | Ernest Boiteux                              |           |                                                                  |
| 1957                                     | mars 1959                 | Charles Voitot                              |           |                                                                  |
| mars 1959                                | mars 1977                 | Pierre-Daniel Gerard                        |           |                                                                  |
| mars 1977                                | juin 1995                 | Yves Huot                                   | PS        |                                                                  |
| juin 1995                                | avril 2018                | Remy Nappey                                 | PS        | Retraité de l'enseignement Conseiller général puis départemental |
| mai 2018                                 | En cours (au 31 mai 2020) | Gaston Chenu Réélu pour le mandat 2020-2026 | DVG       | Retraité                                                         |
| Les données manquantes sont à compléter. |                           |                                             |           |                                                                  |

## Démographie
L'évolution du nombre d'habitants est connue à travers les recensements de la population effectués dans la commune depuis 1793. Pour les communes de moins de 10 000 habitants, une enquête de recensement portant sur toute la population est réalisée tous les cinq ans, les populations de référence des années intermédiaires étant quant à elles estimées par interpolation ou extrapolation. Pour la commune, le premier recensement exhaustif entrant dans le cadre du nouveau dispositif a été réalisé en 2006.

En 2022, la commune comptait 241 habitants, en stagnation par rapport à 2016 (Doubs : +1,88 %, France hors Mayotte : +2,11 %).
| 1793 | 1800 | 1806 | 1821 | 1831 | 1836 | 1841 | 1846 | 1851 |
| ---- | ---- | ---- | ---- | ---- | ---- | ---- | ---- | ---- |
| 96   | 105  | 112  | 130  | 139  | 150  | 150  | 157  | 163  |

| 1856 | 1861 | 1866 | 1872 | 1876 | 1881 | 1886 | 1891 | 1896 |
| ---- | ---- | ---- | ---- | ---- | ---- | ---- | ---- | ---- |
| 136  | 126  | 128  | 118  | 135  | 121  | 133  | 120  | 127  |

| 1901 | 1906 | 1911 | 1921 | 1926 | 1931 | 1936 | 1946 | 1954 |
| ---- | ---- | ---- | ---- | ---- | ---- | ---- | ---- | ---- |
| 101  | 107  | 96   | 80   | 70   | 96   | 85   | 105  | 102  |

| 1962 | 1968 | 1975 | 1982 | 1990 | 1999 | 2006 | 2011 | 2016 |
| ---- | ---- | ---- | ---- | ---- | ---- | ---- | ---- | ---- |
| 106  | 99   | 199  | 264  | 266  | 275  | 253  | 263  | 241  |

| 2021 | 2022 | - | - | - | - | - | - | - |
| ---- | ---- | - | - | - | - | - | - | - |
| 239  | 241  | - | - | - | - | - | - | - |

## Culture locale et patrimoine

### Lieux et monuments

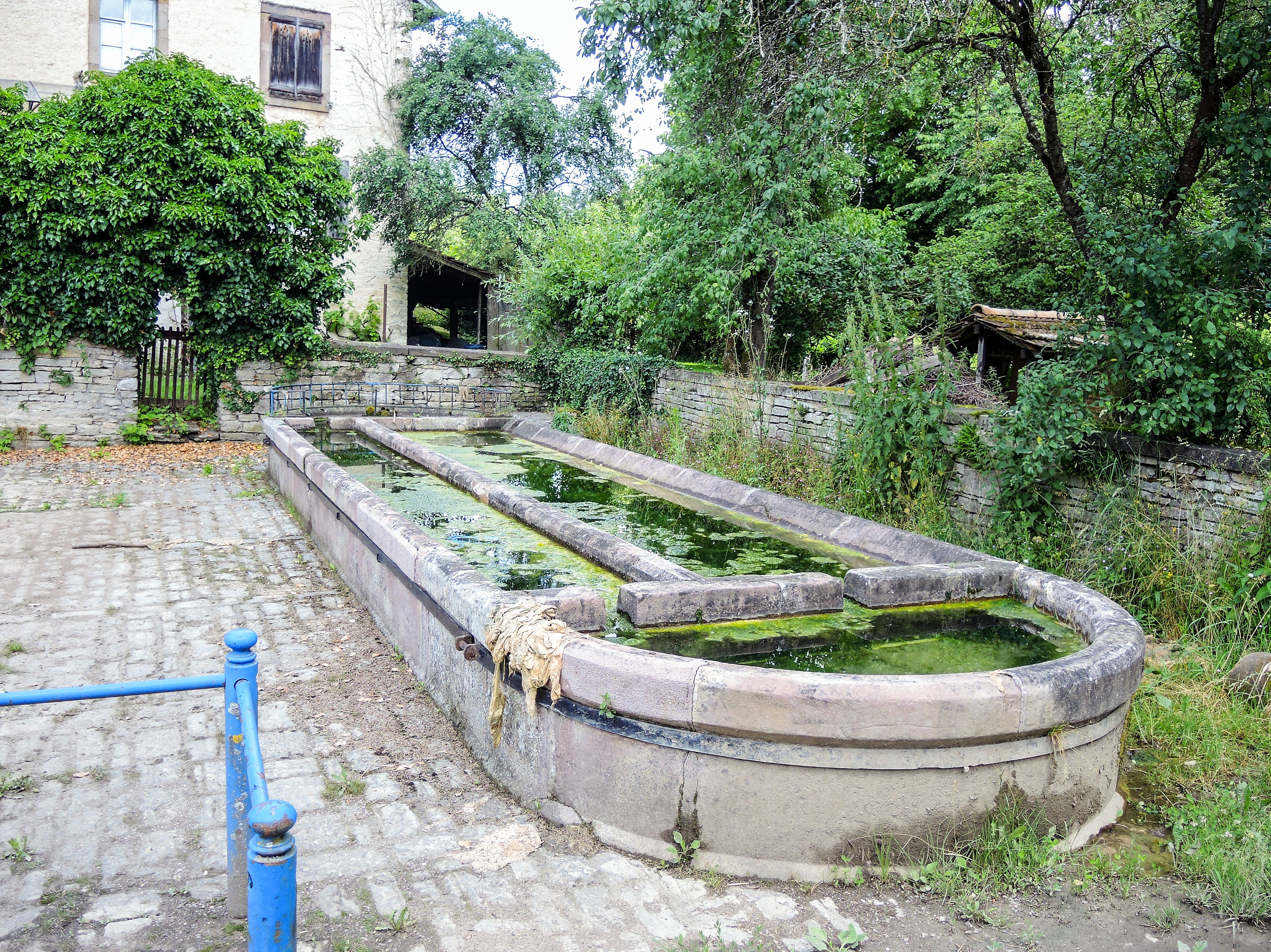
Fontaine-lavoir-abreuvoir

La commune a la particularité de ne pas avoir d'église.